# Gymnocalycium cabreraense
Gymnocalycium cabreraense ist eine Pflanzenart in der Gattung Gymnocalycium aus der Familie der Kakteengewächse (Cactaceae). Das Artepitheton cabreraense verweist auf die Herkunft der Pflanzen am Berg Cerro Cabrera.

## Beschreibung
Gymnocalycium cabreraense wächst einzeln mit einem flachkugeligen Körper und erreicht Durchmesser von 12 Zentimetern und eine Wuchshöhe von bis zu 7 Zentimeter. Die Epidermis ist graugrün bis blaugrau gefärbt und der Scheitel eingesenkt. Die sieben bis acht Rippen sind gerade und weisen keine Höcker oder Querfruchen auf. Die Rippen sind unten am Körper am breitesten. Pro Areole werden fünf bis sieben pfriemliche Dornen ausgebildet. Die starren Dornen sind mehr oder weniger zum Körper hin gebogen und werden 10 bis 17 Millimeter lang. Bei ausgewachsenen Pflanzen wird gelegentlich ein bis 13 Millimeter langer Mitteldorn ausgebildet. Die runden bis etwa ovalen Areolen besitzen anfangs einen weißen Wollfilz, der sich später grau verfärbt und vergänglich ist.
Die 6 Zentimeter langen und bis 4 Zentimeter breiten Blüten erscheinen im Scheitel der Pflanzen. Sie sind weißlich gefärbt mit einem purpurroten Schlund. Die äußeren Blütenblätter sind rosabräunlich und die Staubfäden purpurrosa gefärbt. Die elliptischen Früchte sind bei Reife bläulichrot und werden bis 12 Millimeter lang und bis 9 Millimeter breit. Sie enthalten etwa 300 bis 500 nahezu kugelrunde bis leicht oval geformte Samen.

## Verbreitung, Systematik und Gefährdung
Gymnocalycium cabreraense ist im Nordwesten von Paraguay in der Provinz Alto Paraguay auf steinigen Hängen des Cerro Cabrero in Höhenlagen von 482 Metern verbreitet. Als Begleitpflanzen wachsen am Standort Gymnocalycium mendozaense, Gymnocalycium pflanzii, Cleistocactus baumannii, Cereus hankeanus, Castellanosia caineana und Bromelia-Arten.
Die Erstbeschreibung erfolgte 2018 durch Volker Schädlich, Carl August Ludwig Bercht und Michael Melojer.

## Nachweise